# Merion
Merion (o Meirchion) è un leggendario re di Cornovaglia (Cerniw) del V secolo, noto per essere il padre del più famoso Marco di Cornovaglia e, forse, di re Meliodas di Lyonesse.
Era il figlio più giovane di re Costantino Corneu della Dumnonia, ed ereditò l'estremità occidentale del regno paterno, come monarca dipendente dal fratello Erbin.